# MAN NG 272(2)
Der Niederflur-Gelenkbus MAN A11 wurde von 1992 bis 2000 gebaut und war der Nachfolger vom MAN NG272. Ab 1992 führte MAN die Bezeichnung A11 für die Gelenkbusse ein. Dieser Schubgelenkbus entsprach optisch weitgehend dem MAN NG 272. Größter Unterschied war die podestarme Anordnung der Sitze im vorderen Teil und ein Knick in der Grundlinie der Fenster vor der mittleren Achse. Er wurde trotzdem als eigene Baureihe geführt. Die Busse konnten auf Wunsch mit drei oder vier Türen geliefert werden. Ab 1996 konnte auch der damals moderne VDV-Fahrerarbeitsplatz bestellt werden.
Es standen verschiedene Motorleistungen zur Verfügung:
- 270 PS (bis 1995)
- 260 PS (ab 1995)
- 310 PS (ab 1995)

Von dieser Bauweise wurde auch eine Erdgasbus-Version entwickelt – unter der Bezeichnung MAN NG 232 CNG (A18), bzw. dessen Nachfolger in geringer Stückzahl, der MAN NG 233 CNG und in sehr wenigen Exemplaren auch noch der MAN NG 312 CNG sowie der MAN NG 313 CNG, bevor die Busfront verändert wurde (CNG = Compressed Natural Gas).
Ab 1995 wurden Euro-2-Dieselmotoren im Heck eingebaut und die Typenbezeichnung dementsprechend in NG 262 bzw. NG 312 geändert.
Die NG 272, NG 262 und NG 312 wurden inzwischen bei den meisten Verkehrsbetrieben ausgemustert und gegen vergleichbare Fahrzeuge ausgetauscht.